# Джинджелашвили, Георгий
Георгий Джинджелашвили (род.18 января 1972) — грузинский борец греко-римского стиля, призёр чемпионатов Европы.

## Биография
Родился в 1972 году. В 1997 году стал серебряным призёром чемпионата Европы.